# Advance
Advance — второй студийный альбом британского техно-дуэта LFO, выпущенный в 1996 году на лейбле Warp Records.

## Об альбоме
Альбом вышел спустя пять лет после выхода успешного дебютного альбома, что позволило критикам включить его в число «долгожданных» (в рецензии на allmusic было использовано выражение «album-that-almost-never-happened»). До выхода альбома отсутствие нового записанного материала у группы LFO не раз становилось темой для обсуждения. Продюсером альбома был Марк Белл. На вопрос, почему между альбомами LFO такой большой промежуток во времени, он отвечал:
|           | It's easy doing your first album as you have all the first part of your life to express. The second one is harder unless you’re going to repeat yourself... and repetition bores me a bit, it's a complete wasted opportunity to be creative. |  | Легко работать над первым альбомом, у вас для этого есть вся первая половина жизни. Со вторым, если вы не хотите заниматься самоповтором, сложнее… а повторятся мне скучно, это нечто прямо противоположное творчеству |  |
| Mark Bell | |  | |  |

Марк Белл перед выходом альбома Бьорк Post в 1995 году, дал ей кассету с демо-материалом LFO, чтобы она могла использовать в своём альбоме то, что ей понравится. Бьорк выбрала трек, который стал её песней «I Go Humble». Инструментальная версия этого трека есть и на альбоме Advance, где она названа «Shove Piggy Shove».
Advance последний альбом, в записи которого участвовал Гез Варли перед тем, как покинуть коллектив и заняться сольным творчеством. Марк Белл после ухода Варли сконцентрировался на работе с Бьорк и Depeche Mode. Третий альбом LFO, Sheath, записанный уже без Варли вышел ещё спустя 8 лет, в 2003 году
.

## Список композиций
| №                   | Название            | Длительность |
| ------------------- | ------------------- | ------------ |
| 1.                  | «Advance»           | 5:30         |
| 2.                  | «Shut Down»         | 4:51         |
| 3.                  | «Loch Ness»         | 4:48         |
| 4.                  | «Goodnight Vienna»  | 3:51         |
| 5.                  | «Tied Up»           | 5:22         |
| 6.                  | «Them»              | 4:10         |
| 7.                  | «Ultra Schall»      | 4:15         |
| 8.                  | «Shove Piggy Shove» | 4:20         |
| 9.                  | «Psychodelik»       | 5:21         |
| 10.                 | «Jason Voorhees»    | 4:34         |
| 11.                 | «Forever»           | 5:29         |
| 12.                 | «Kombat Drinking»   | 5:11         |
| Общая длительность: | Общая длительность: | 57:42        |